# Тамара Шушкић
Тамара Шушкић (Београд, 1981) српски је песник, драмски писац и преводилац.

## Биографија
Дипломирала је италијански језик на Филолошком факултету.
Објављивала поезију у земљи и иностранству. Учесница поетских и теоријских радионица и конгреса.
Шушкић је објављивала у часописима //ПроФемина, Књижевни магазин, Поља, Трећи трг, Књижевне новине, Северни бункер //(Србија), //Портрет, Побоцза //(Пољска), //Апокалипса //(Словенија) и другим.
Са Гораном Коруновићем, Урошем Котлајићем, Бојаном Васићем и Владом Табашевићем је основала поетско-уметничку групу чија једна од делатности је едиција Cache.
Живи и ради у Београду.

## Дела
Књиге поезије
- Слика једне слагалице (Матица српска, Нови Сад, 2001),
- Private show (Народна књига, Београд, 2005),
- Road and Family Songs (samizdat, edicija Caché, Beograd, 2012);

Приредила
- Коауторка антологије Дискурзивна тела поезије (АЖИН, 2004)

Антологије
- Трагом рода смисао ангажовања (ДЕВЕ, Београд,2006); 24/7 збирка текстова (ДЕВЕ, Београд,2007);
- Изван кутије (Григорије Дијак, Подгорица, 2009);
- 119 Web Streaming Poetry (антологија светске поезије, сегмент интердисциплинарног пројекта Удружења Мултимедијалних уметника АУРОПОЛИС, Београд, 2010);
- E-szerelem (антологија савремених српских писаца и песника на мађарском језику, Форум, Нови Сад, 2012);
- ПРОСТОРИ И ФИГУРЕ (Службени гласник, избор из нове српске поезије, Београд, 2012)

Драме
- Коауторка је драме Дискретне жене, декоративно дете, данска дога (Сцена, 2008), као и драме Пловидба.

Преводилачки рад
- Лесли Скалапино, Жена која је умела псима да чита мисли (Кораци 4-6, 2012 и Поља 477, 2012)
- Марианђела Гуатери, Опсадна стања (Агон, 2012)
- Пјер Паоло Пазолини, Одрицање од трилогије живота (Кораци 10-12, 2012)
- Пјер Паоло Пазолини, Птице и птичурине, (Кораци 10-12, 2012)